# Sicarius gracilis
Sicarius gracilis là một loài nhện trong họ Sicariidae. S. gracilis được miêu tả năm 1880 bởi Eugen von Keyserling.